# Hexachlamys geraensis
Hexachlamys geraensis là một loài thực vật có hoa trong Họ Đào kim nương. Loài này được D.Legrand & Mattos mô tả khoa học đầu tiên năm 1974.